# 9e cérémonie des Teen Choice Awards
La 9e cérémonie des Teen Choice Awards a eu lieu le 26 août 2007 au Gibson Amphitheatre de Los Angeles et retransmise sur la chaîne FOX.

## Performances
- Avril Lavigne – "Girlfriend"
- Kelly Clarkson – "Never Again"
- Fergie – "Big Girls Don't Cry"
- Shop Boyz – "Party Like a Rockstar"

## Palmarès
Les lauréats sont indiqués ci-dessous en premier de chaque catégorie et en caractères gras.

### Cinéma
| Film : Action / Aventure | Acteur : Action / Aventure | Actrice : Action / Aventure |
| --- | --- | --- |
| Pirates des Caraïbes : Jusqu'au bout du monde - 300 - Les Quatre Fantastiques et le Surfer d'argent - Spider-Man 3 - Transformers | Johnny Depp - Pirates des Caraïbes : Jusqu'au bout du monde - Orlando Bloom - Pirates des Caraïbes : Jusqu'au bout du monde - Chris Evans pour le rôle de Johnny Storm / La Torche humaine dans Les Quatre Fantastiques et le Surfer d'argent (Fantastic Four: Rise of the Silver Surfer) - Shia LaBeouf - Transformers - Tobey Maguire - Spider-Man 3                                                      | Keira Knightley - Pirates des Caraïbes : Jusqu'au bout du monde - Jessica Alba pour le rôle de Susan Storm / La Femme invisible dans Les Quatre Fantastiques et le Surfer d'argent (Fantastic Four: Rise of the Silver Surfer) - Megan Fox - Transformers - Kirsten Dunst - Spider-Man 3 - Lena Headey - 300 |
| Film : Drame | Acteur : Drame | Actrice : Drame |
| À la recherche du bonheur - Les Infiltrés - Coast Guards - Sexy Dance - Steppin' | Will Smith - À la recherche du bonheur - Leonardo DiCaprio - Les Infiltrés et Blood Diamond - Ashton Kutcher - Coast Guards - Adam Sandler - À cœur ouvert - Channing Tatum - Sexy Dance | Jennifer Hudson - Dreamgirls - Meagan Good - Steppin' - Scarlett Johansson - Le Dahlia noir et Le Prestige - Angelina Jolie - Un cœur invaincu - Lindsay Lohan - Mère-fille, mode d'emploi et Bobby |
| Film : Horreur/Thriller | Acteur : Horreur/Thriller | Actrice : Horreur/Thriller |
| Paranoïak - Chambre 1408 - Hostel, chapitre II - Le Nombre 23 - Saw III | Shia LaBeouf - Paranoïak - Jim Carrey - Le Nombre 23 - Josh Duhamel - Paradise Lost - Ryan Gosling - La Faille - Jake Gyllenhaal - Zodiac | Sophia Bush - Hitcher - Jessica Biel - Next - Jordana Brewster - Massacre à la tronçonneuse : Le Commencement - Elisha Cuthbert - Captivity - Amber Tamblyn - The Grudge 2 |
| Film : Comédie | Acteur : Comédie | Actrice : Comédie |
| En cloque, mode d'emploi - Les Rois du patin - Evan tout-puissant - La Nuit au musée - Ocean's Thirteen | Will Ferrell - Ricky Bobby : Roi du circuit et Les Rois du patin - Sacha Baron Cohen - Borat et Ricky Bobby : Roi du circuit - Steve Carell - Evan tout-puissant - Jon Heder - L'École des dragueurs et Les Rois du patin - Ben Stiller - La Nuit au musée | Sophia Bush - John Tucker doit mourir - Katherine Heigl - En cloque, mode d'emploi - Kate Hudson - Toi et moi... et Dupree - Emma Roberts - Nancy Drew - Jessica Simpson - Employés modèles |
| Film : Comédie romantique | Révélation masculine de l'année | Révélation féminine de l'année |
| The Holiday - Mère-fille, mode d'emploi - Last Kiss - Permis de mariage - Le Come-back | Shia LaBeouf - Transformers, Paranoïak et Il était une fois dans le Queens - Chris Brown - Steppin' - Justin Long - Die Hard 4 : Retour en enfer, La Rupture, Idiocracy et Admis à tout prix - Jaden Smith - À la recherche du bonheur - Justin Timberlake - Alpha Dog et Black Snake Moan | Sophia Bush - John Tucker doit mourir et Hitcher - Rachel Bilson - Last Kiss - Megan Fox - Transformers - Jennifer Hudson - Dreamgirls - Emma Roberts - Nancy Drew |
| Meilleure crise de colère | Meilleure alchimie | Meilleur méchant |
| En cloque, mode d'emploi - Ryan Seacrest - Les Quatre Fantastiques et le Surfer d'argent (Fantastic Four: Rise of the Silver Surfer) - Jessica Alba - Evan tout-puissant - Steve Carell - The Holiday - Cameron Diaz - Les Rois du patin - Will Ferrell | À la recherche du bonheur - Jaden Smith et Will Smith - Ocean's Thirteen - Casey Affleck, Scott Caan, Don Cheadle, George Clooney, Matt Damon, Andy García, Elliott Gould, Eddie Izzard, Eddie Jemison, Bernie Mac, Brad Pitt, Shaobo Qin et Carl Reiner - Les Rois du patin - Will Ferrell et Jon Heder - Transformers - Shia LaBeouf... et Bumblebee - En cloque, mode d'emploi - Seth Rogen et Paul Rudd | Pirate des Caraïbes : Jusqu'au bout du monde – Bill Nighy - Spider-Man 3 – Topher Grace - Les Quatre Fantastiques et le Surfer d'argent (Fantastic Four: Rise of the Silver Surfer) – Julian McMahon - Ocean's Thirteen – Al Pacino - Transformers – Mégatron                                                |
| Meilleur combat | Meilleur baiser | Meilleure scène de danse |
| Pirates des Caraïbes : Jusqu'au bout du monde – Orlando Bloom contre l'équipage du Hollandais Volant - Transformers – Josh Duhamel contre Blackout - Les Quatre Fantastiques et le Surfer d'argent (Fantastic Four: Rise of the Silver Surfer) – Chris Evans contre Julian McMahon - Spider-Man 3 – Tobey Maguire contre James Franco, Topher Grace et Thomas Haden Church - 300 – Les Spartiates contre les Immortels | Orlando Bloom et Keira Knightley - Pirates des Caraïbes : Jusqu'au bout du monde - Hugh Grant et Drew Barrymore - Le Come-back - Beyoncé et Jamie Foxx - Dreamgirls - Kirsten Dunst et Tobey Maguire - Spider-Man 3 - Megan Fox et Shia LaBeouf - Transformers | Sexy Dance – Jenna Dewan et Channing Tatum - Les Quatre Fantastiques et le Surfer d'argent (Fantastic Four: Rise of the Silver Surfer) – Ioan Gruffudd - Les Rois du patin – Will Ferrell et Jon Heder - - Steppin' – Columbus Short - Spider-Man 3 – Tobey Maguire                                          |
| Meilleur cri | Meilleur film de l'été - Action | Meilleur film de l'été - Comédie |
| Steve Carell - Evan tout-puissant - Kate Beckinsale - Motel - Jordana Brewster - Massacre à la tronçonneuse : Le Commencement - Jonah Hill - Admis à tout prix - Arielle Kebbel - The Grudge 2 | Harry Potter et l'Ordre du phénix - La Vengeance dans la peau - Les Quatre Fantastiques et le Surfer d'argent (Fantastic Four: Rise of the Silver Surfer) - Die Hard 4 : Retour en enfer - Transformers | Hairspray - Quand Chuck rencontre Larry - Rush Hour 3 - Les Simpson, le film - SuperGrave |